# 布盧沃特 (亞利桑那州)
布盧沃特（英語：Bluewater）是位於美國亞利桑那州拉巴斯縣的一個人口普查指定地區。根據2010年美國人口普查，該地人口為725人，而該地的面積約為6.18平方千米。

## 地理
布盧沃特的座標為34°10′01″N 114°16′18″W / 34.16694°N 114.27167°W，而該地最高點為海拔高度123米（即404英尺）。